# Telmanowo (Kaliningrad, Gwardeisk)
Telmanowo (russisch Тельманово, deutsch Richau) ist ein Ort in der russischen Oblast Kaliningrad. Er gehört zur kommunalen Selbstverwaltungseinheit Stadtkreis Gwardeisk im Rajon Gwardeisk.

## Geographische Lage
Telmanowo liegt am linken Alleufer und vier Kilometer südöstlich von Snamensk (Wehlau). Von der Regionalstraße 27A-029 (ex R514) führt eine Stichstraße in östlicher Richtung bis in den Ort. Die nächste Bahnstation ist Snamensk an der Bahnstrecke Kaliningrad–Tschernyschewskoje (Königsberg–Eydtkuhnen/Eydtkau), Teilstück der ehemaligen Preußischen Ostbahn, zur Weiterfahrt nach Litauen und in das russische Kernland.

## Geschichte
Das bis 1946 Richau genannte Dorf wurde im Jahre 1371 gegründet. Im Jahre 1874 kam die Landgemeinde Richau in den neu errichteten Amtsbezirk Rockelkeim (russisch: Uljanowka, nicht mehr existent). Er gehörte bis 1945 zum Kreis Wehlau im Regierungsbezirk Königsberg der preußischen Provinz Ostpreußen.
Die Gegend von Richau und auch Klein Nuhr (russisch: Suchodolje) und Groß Nuhr (Sawetnoje, nicht mehr existent) am gegenüberliegenden Alleufer wies erhebliche Lehmvorkommen auf. Deshalb siedelten sich entlang der Alle zahlreiche Ziegeleien an, von denen die „Allemannia“ in Richau eine der größten in Ostpreußen war.
Am 18. April 1907 bildete sich aus dem zum benachbarten Gutsbezirk Georgenberg (nicht mehr existent) gehörenden Vorwerk Richau ein selbständiger Gutsbezirk Richau, der neben der Landgemeinde Richau bestand. Im Jahre 1910 zählte der Gutsbezirk 81, die Landgemeinde 196 Einwohner. Am 30. September 1928 schlossen sich beide Orte zur neuen Landgemeinde Richau zusammen. Die Einwohnerzahl betrug 1933 insgesamt 311, 1939 noch 285.
In Kriegsfolge kam Richau 1945 mit dem nördlichen Ostpreußen zur Sowjetunion. 1947 erhielt der Ort den russischen Namen Telmanowo und wurde gleichzeitig dem Dorfsowjet Bolschepoljanski selski Sowet im Rajon Gwardeisk zugeordnet. Seit 1991 wurde der Ort von der Siedlung städtischen Typs Snamensk aus verwaltet. Von 2005 bis 2014 gehörte Telmanowo zur Landgemeinde Snamenskoje selskoje posselenije und seither zum Stadtkreis Gwardeisk.

## Kirche
Das von einer überwiegend evangelischen Bevölkerung bewohnte Richau gehörte bis 1945 zum Kirchspiel der Kirche in Paterswalde (heute russisch: Bolschaja Poljana). Es gehörte zum Kirchenkreis Wehlau in der Kirchenprovinz Ostpreußen der Kirche der Altpreußischen Union. Auch heute besteht dieser Bezug nach Bolschaja Poljana, wo sich in den 1990er Jahren aus Russlanddeutschen eine neue evangelisch-lutherische Gemeinde gebildet hat. Sie ist Filialgemeinde der Auferstehungskirche in Kaliningrad (Königsberg) innerhalb der Propstei Kaliningrad der Evangelisch-lutherischen Kirche Europäisches Russland.